# George Goodheart
George Joseph Goodheart (1918 - 2008) est un chiropracteur, notamment connu pour son travail concernant la kinésiologie appliquée dans les années 1960.

## Biographie
George Goodheart a servi dans les Forces Aériennes de l'Armée des États-Unis (US Air Force) pendant la Seconde Guerre mondiale, en France et en Angleterre, avec le grade de major, obtenant la Bronze Star.
Après la guerre, il étudie à l'université de Détroit et au National College of Chiropractic de Chicago, où il obtient un diplôme de chiropracteur en 1939. 
En 1979 Goodheart accompagna la US Olympic team à Lake Placid, New York, aux XIIIth Olympic Winter Games en tant que premier chiropracteur olympique.
Pendant plus de trente ans, il exercera sa profession avec son père, George Goodhearth, à Détroit. Par la suite, il se déplacera à Grosse Pointe, où il étudiera les muscles et la santé en général, ce qui le conduira finalement à la kinésiologie appliquée.

## Ouvrages
manuel
- Applied Kinesiology Research Manuals (publié chaque année 1964–2012)

essais
- George Goodheart, You'll Be Better The Story of Applied Kinesiology, AK Printing, 2000
- Collected Published Articles & Reprints (1969)
- Observation of Sonagraphic Computerized Analysis (1981)
- A New Approach To An Old Problem (1990)
- Collected Published Articles & Reprints (1992)
- Being A Family Doctor (1993)

## Articles
Les articles suivants ont été publiés dans Chiropractic Economics magazine :
- Urinary testing methods 7(1);July/Aug 1964:14
- Arm and shoulder pain 7(2);Sept/Oct 1964:22-25
- The anemias 7(3); Nov/Dec 1964:32-33
- Postural hypotension and functional hypoadrenia 7(6);May/June 1965:24-25
- Control of cholesterol 8(1);Jul/Aug 1965: 44-45
- The acid-alkaline balance 8(2);Sep/Oct 1965:32-33
- Fatigue and its management Chiro Econ, 8(3);Nov/Dec 1965:28-30
- Posture - Its effect on structure...function and symptoms 8(4);Jan/Feb 1966:30-33
- Chinese lessons for chiropractic 8(5);Mar/Apr 1966:10-11
- The respiratory function of the skull 8(6);May/Jun 1966:20
- Nutritional factors 9(2);Sep/Oct 1966:54-56
- The ileo-cecal valve syndrome 9(6);May/Jun 1967:32-33
- The carpal tunnel syndrome 10(1);Jul/Aug 1967: 28-29
- The psoas muscle and the foot pronation problem 10(2);Sep/Oct 1967:54-57
- Hyperventilation and cranial sacral mechanism 10(3);Nov/Dec 1967:48-49
- The hiatus hernia 10(4);Jan/Feb 1968:31-33
- Headache 10(5);Mar/Apr 1968:22-24
- Asthma and emphysema 11(1); Jul/Aug 1968:22-24
- Hypertension 11(3);Nov/Dec 1968:20-23
- Cross-pattern crawling and muscle spasm 11(5);Mar/Apr 1969:18-20
- The "frozen shoulder" syndrome 12(1);Jul/Aug 1969:36-38
- Allergies in chiropractic practice 12(3);Nov/Dec 1969:12-14
- Principles of muscle balancing 12(5);Mar/Apr 1970:30-32
- The schizophrenic pattern 13(1);Jul/Aug 1970:51-53
- Structural imbalance and nutritional absorption (a new route to the brain) 13(3);Nov/Dec 1970:20-23
- Tarsal tunnel syndrome 13(5);Mar/Apr 1971:6-7
- Sacroiliac and ilio sacral problems 14(4);Jan/Feb 1972: 44-46
- Sacroiliac and ilio sacral problems, Part 2 15(1);Jul/Aug 1972:42-45
- The cervical challenge 15(2);Sep/Oct 1972:36-39
- The R.N.A. meridian relationship to applied kinesiology 15(5);Mar/Apr 1973:28-32
- The fixation vertebral pattern 16(1);Jul/Aug 1973:44-46
- Innate and the interdependent triangularity of man 16(4);Jan/Feb 1974:22-25
- Cranial sacral nutritional reflexes 16(6);May/Jun 1974:26-33
- Applied Kinesiology 17(2);Sep/Oct 1974:36-38
- The antenna concept in chiropractic meridian therapy 17(5);Mar/Apr 1975:36-41
- Gait and associated problems" 18(1);Jul/Aug 1975:14-17
- Applied kinesiology & Golgi tendon organ spindle cell 18(3);Nov/Dec 1975:18-19
- Temporal mandibular joint - The most important joint in the body 20(2);Sep/Oct 1977:18-20
- Cranial technique: A clarification of certain principles 20(3);Nov-Dec 1977:26-29
- Hypothyroidism and myofascial relationships 21(1);Jul/Aug 1978: 40-41
- Reactive muscle testing 21(4);Jan/Feb 1979:22-27
- The interosseous vertebral holographic subluxation, Part 1 29(2);Sep/Oct 1986:44-47
- The interosseous vertebral holographic subluxation, Part 2 Chiro Econ, 29(3);Nov/Dec 1986: 44-47
- Posture: 30 years of observation and some logical chiropractic conclusions, Part 1 30(1);Jul/Aug 1987:14-16
- Posture: 30 years of observation and some logical chiropractic conclusions, Part 2 30(2);Sep/Oct 1987:34-41
- Posture: 30 years of observation and some logical chiropractic conclusions, Part 3 30(3);Nov/Dec 1987:62-67
- Pitch, roll, and yaw technic, Part 1 30(5);Mar/Apr 1988:126-130
- Pitch, roll and yaw technic, Part 2 30(6);May/Jun 1988:46-51
- The limbic technic 31(2);Sep/Oct 1988:22-31
- Applied kinesiology - the beginning 31(6);May/Jun 1989:15-23
- Do herniated discs produce pain? 34(5);Mar-Apr 1992:14-22

The following articles were published in Today’s Chiropractic magazine:
- Structural imbalance and nutritional absorption 16(1);Mar/Apr 1987:19-24
- Combating a vitamin B deficiency 17(2);Mar/Apr 1988: 19-22
- The applied kinesiology technique 22(4);Jul/Aug 1993:56-58

The following articles were published in The American Chiropractor magazine:
- Managing lactic acid excess Sep 1989:48-52
- Structural imbalance and nutritional absorption Oct 1989:40-44